# Deborah Rush
Deborah Rush (Chatham (New Jersey), 10 april 1954) is een Amerikaanse actrice.

## Biografie
Rush begon met acteren in het theater, zij maakte in 1975 haar debuut op Broadway met het toneelstuk Dance with Me. Hierna heeft zij nog vijfmaal opgetreden op Broadway: in 1983 met het toneelstuk Noises Off, in 1985 met het toneelstuk Hav Fever, in 1993 met het toneelstuk The Sisters Rosensweig, in 2005 met het toneelstuk Absurd Person Singular en in 2009 met het toneelstuk Blithe Spirit.
Rush begon in 1978 met acteren voor televisie in de film Oliver's Story. Hierna heeft zij nog meerdere rollen gespeeld in films en televisieseries zoals Zelig (1983), In & Out (1997), Spin City (1996-1998), You've Got Mail (1998), Three to Tango (1999), American Wedding (2003) en The Box (2009).
Rush is in 1985 getrouwd met Chip Cronkite (zoon van Walter Cronkite) en hebben samen twee zonen.

## Filmografie

### Films
- 2020 Before/During/After – als therapeute nr. 4
- 2008 Accommodations – als Victoria Maason
- 2016 Women Who Kill – als Grace
- 2015 Ava's Possessions – als Joanna
- 2012 Rhymes with Banana – als Jane
- 2009 The Box – als Clymene Steward
- 2009 Julie & Julia – als Avis De Voto
- 2008 Lie to Me – als Katherine
- 2007 The Visitor – als vrouw van Upper East Side
- 2007 The Good Life – als Diane
- 2006 Half Nelson – als Jo Dunne
- 2005 Strangers with Candy – als Sara Blank
- 2004 Tempting Adam – als Ruth Heller
- 2003 American Wedding – als Mary Flaherty
- 2002 Bad Company – als mrs. Patterson
- 2002 The Good Girl – als Gwen Jackson
- 1999 Three to Tango – als Lenore
- 1999 Earthly Possessions – als Heidi Anderson
- 1999 Advice from a Caterpillar – als gastvrouw voor diner
- 1998 You've Got Mail – als Veronica Grant
- 1997 In & Out – als Ava Blazer
- 1995 Reckless – als Trish
- 1992 Passed Away – als Denise Scanlan
- 1990 My Blue Heaven – als Linda
- 1989 Family Business – als Michelle Dempsey
- 1989 She-Devil – als verslaggeefster
- 1989 Parents – als mrs. Zellner
- 1988 Big Business – als Binky Shelton
- 1987 Invisible Thread – als dr. Norris
- 1986 Heat – als D.D.
- 1985 Compromising Positions – als Brenda Dunck
- 1985 The Purple Rose of Cairo – als Rita
- 1983 A Night in Heaven – als Patsy
- 1983 Zelig – als Lita Fox
- 1982 Split Image – als Judith
- 1982 Alice at the Palace – als moeder van Alice
- 1982 A Midsummer Night's Dream – als Hermia
- 1981 Honky Tonk Freeway – als zuster Mary Magdalene
- 1981 Kiss Me, Petruchio – als Bianca
- 1979 10 – als tandartsassistente
- 1978 Oliver's Story – als eerste vrouw in bar

### Televisieseries
Uitgezonderd eenmalige gastrollen.
- 2016 – 2020 Billions – als Ellen Rhoades – 4 afl.
- 2013 – 2019 Orange Is the New Black – als Carol Chapman – 11 afl.
- 2010 Big Lake – als Linda Franklin – 10 afl.
- 1999 – 2000 Strangers with Candy – als Sara Blank – 30 afl.
- 1996 – 1998 Spin City – als Helen Winston – 4 afl.
- 1994 Heaven & Hell: North & South, Book III – als Isabel Hazard – 2 afl.

- Library of Congress Control Number: no2002076774
- Nationale Bibliotheek van Israël: 987007323319905171
- SNAC: w6rz83k6
- Virtual International Authority File: 2139168
- WorldCat: E39PBJkMMqyJ4xYC98bXKT3xXd